# Hans Martin Sutermeister

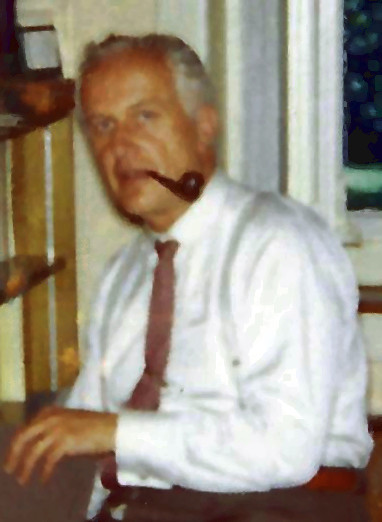
Sutermeister in Bern (1961)

Hans Martin Sutermeister (* 29. September 1907 in Schlossrued; † 4. Mai 1977 in Basel; Pseudonym Hans Moehrlen oder Hans Möhrlen) war ein Schweizer Schriftstellerarzt, Privatgelehrter und Politiker (LdU).
Neben der autobiographischen Novelle Zwischen zwei Welten veröffentlichte Sutermeister Prosa zu medizinischen, historischen und ästhetischen Themen, unter anderem Psychologie und Weltanschauung. Von 1945 bis 1968 führte er eine allgemeinmedizinische Praxis in Bern. In den 1950er Jahren versuchte er dreimal erfolglos, zu habilitieren, unter anderem mit Schiller als Arzt. Als Mitglied der Gefangenengewerkschaft und des Büros gegen Amts- und Verbandswillkür setzte er sich ab 1960 für strafrechtlich Verurteilte ein; auf seinen Erfahrungen basiert das 1976 erschienene Buch Summa Iniuria: Ein Pitaval der Justizirrtümer. Von 1968 bis 1971 war Sutermeister LdU-Gemeinderat in Bern und prägte die dortige Schulreform mit. Als Gemeinderat liess er das kleine rote schülerbuch medienwirksam verbieten, wodurch er landesweite Bekanntheit erlangte. Nach seiner Abwahl zog er mit seiner Familie nach Basel, wo er noch rege publizistisch tätig war. Sein Nachlass befindet sich in der Burgerbibliothek Bern.

## Leben

### Jugend und Ausbildung 1907–1942

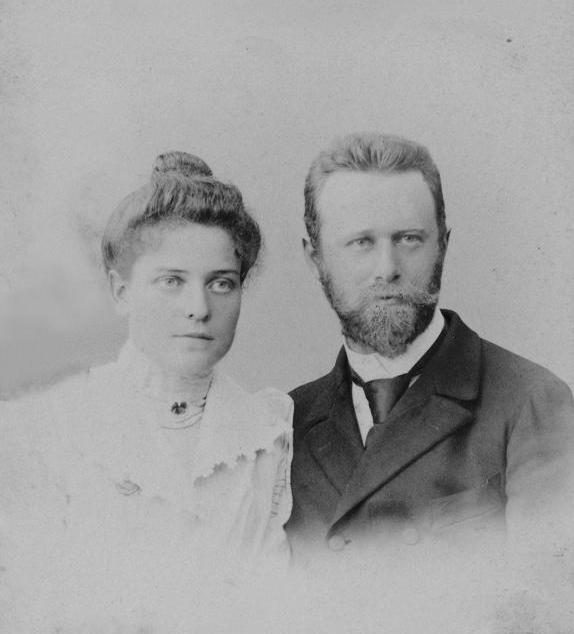
Sutermeisters Eltern Maria Hunziker und Friedrich Sutermeister

Sutermeister entstammte einer evangelischen Pfarrerfamilie und war heimatberechtigt in Zofingen. Seine Mutter Maria Hunziker (1875–1947) war vermögend. Sein Vater, der religiöse Sozialist Friedrich Sutermeister (1873–1934), Sohn des Schriftstellers Otto Sutermeister, arbeitete als Pfarrer. Zu seinen fünf Geschwistern zählten der Komponist Heinrich Sutermeister und der Schriftsteller Peter Sutermeister. Von Schlossrued zog die Familie nach Feuerthalen. Dort besuchte Sutermeister die Primarschule, danach das Gymnasium im benachbarten Schaffhausen. Anschliessend zog die Familie nach Binningen, von wo aus er das Humanistische Gymnasium in Basel besuchte, an dem er 1926 die Matura bestand.
Dem Wunsch seines Vaters folgend, begann Sutermeister Theologie an der Universität Basel zu studieren. Nach fünf Semestern bestand er das Examen und sollte zur Erlangung eines Stipendiums eine Arbeit über René Descartes verfassen. Da er während dieses Examens in Gewissenskonflikte geriet, brach er das Studium, das er in Deutschland fortgesetzt hatte, ab. Die Gewissenskonflikte beruhten darauf, dass er «nicht für den Pfad der Autoritätsgläubigkeit bestimmt» war, wie Gerhard Mauz (1965) schrieb, und dass sich die Beziehung zu seinem Vater, dem Pfarrer, zunehmend verschlechterte.
Er entfernte sich von seinem protestantischen Herkunftsmilieu und interessierte sich zunehmend für Naturwissenschaften. In Basel begann er ein Medizinstudium und setzte es in Deutschland fort. Bis 1933 war er im Kieler Republikanischen Studentenbund tätig. Dann kehrte er in die Schweiz zurück, wo er sich an verschiedenen, meist dermatologischen Kliniken ausbildete. Er promovierte 1941 unter seinem Onkel Hans Hunziker an der Universität Basel mit einer Arbeit über das Schweizerische Tuberkulosegesetz; das Thema wurde ihm von Stavros Zurukzoglu zugewiesen.
1942 veröffentlichte Sutermeister unter dem Pseudonym Hans Moehrlen, in Anlehnung an seinen Urgrossvater Christoph Möhrlen, die autobiografische Novelle Zwischen zwei Welten. Darin beschreibt er seine Kindheit, Jugend sowie seine Studien- und Junggesellenzeit. Etappen dieser Jahre umfassen: die strenge Erziehung durch seine frommen gutbürgerlichen Eltern; den möglichen Suizid seines Bruders Adrian, der 1931 unter ungewissen Umständen in den Bergen starb – ein Ereignis, das den Vater in den Wahnsinn trieb; den Bruch mit seiner Familie und seinen Auszug vom Land in die Stadt; seine Erfahrungen mit «Wein, Weib und Gesang», wie Anton Schaller (2012) schrieb, aus denen er seine Lehren zieht und reifer wird; und schliesslich seine Rückkehr ins gutbürgerliche Milieu. Im Verlauf der Geschichte legt der Erzähler seinen als elitär empfundenen Vornamen «Martin» ab und ersetzt ihn durch das volkstümlichere «Hans». Die Novelle liest sich wie eine Abrechnung mit der protestantischen Erziehung und seiner bildungsbürgerlichen Herkunft: Der Schweizer Schriftsteller Fredi Lerch (2012) spricht ihr eine «weltanschauliche Ambition» zu, die damals typisch gewesen sei: Sutermeister wolle aus seinem «konservativen, steifen, unechten, unfrohen intellektuellen» Herkunftsmilieu ausbrechen und Teil «einer fortschrittlichen, derbfreundlichen Nichtintellektuellenschicht» werden. Dass es bei dem Ausbruchsversuch bleiben soll, zeigen die letzten zwei Seiten der Novelle, in denen er in sein Herkunftsmilieu zurückkehrt und sein Medizinstudium fortsetzt.

### Psychologische Schriften 1942–1945

#### Monist

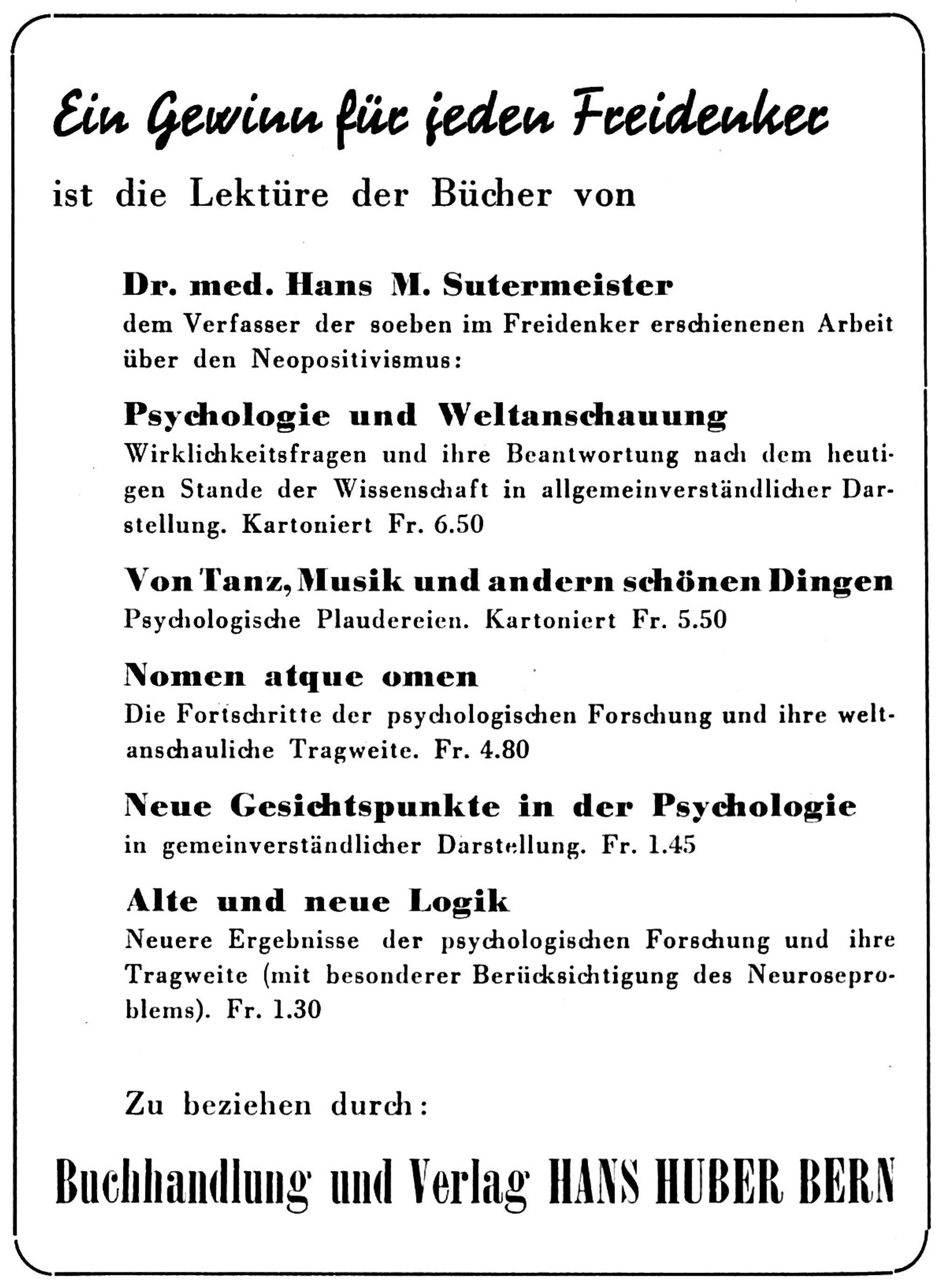
Anzeige des Hans Huber Verlags im Organ Der Freidenker, 1945

Während des Zweiten Weltkriegs absolvierte Sutermeister seinen Militärdienst als HD-Arzt. Im Frühjahr 1945 studierte er in der Militärsanitätsanstalt in Flüelen mit Étienne Grandjean und Walter Mörikofer an Versuchspersonen die physiologischen Föhnwirkungen, wobei ihn die Psychosomatik der Wetterfühligkeit interessierte.
Unter dem Eindruck des Krieges veröffentlichte Sutermeister zwischen 1942 und 1945 eine Aufsatzreihe zur physiologischen Psychologie. Er suchte Gründe dafür, was er «geistige Gegenwartskrise» nannte, und fand die Antworten in den Naturwissenschaften. Dabei liess er sich vom Neopositivismus und vom Wiener Kreis beeinflussen und setzte sich für eine naturwissenschaftliche,  sogenannte erklärende Psychologie als Gegensatz zur verstehenden Psychologie von Wilhelm Dilthey ein. Zur Aufsatzreihe gehören unter anderem seine Werke Alte und neue Logik (1942), Verstehende und erklärende Psychologie? (1942), Nomen atque omen (1942) und Psychologie und Weltanschauung (1944). In ihnen trat er «für eine rein logische, metaphysikfreie, allen ‹geisteswissenschaftlichen Verdunkelungsversuchen› feindliche Weltanschauung» ein, wie Mario von Galli (1945) schrieb.
Seine Thesen hatten, wie schon seine autobiografische Novelle, eine weltanschauliche Ambition: Die Hauptursache der damaligen Weltkrise sei gemäss Sutermeister, wie Mario von Galli (1945) über Psychologie und Weltanschauung schrieb, «darin zu suchen, dass der Mensch die eigentlich logischen, naturwissenschaftlichen Erkenntnisse in seinem Leben nicht anwendet, sondern immer wieder zurückfällt (regrediert) in praelogische Verhaltensweisen». So schrieb Sutermeister in Psychologie und Weltanschauung über den Krieg: «Man spricht heute viel davon, ob nach diesem zweiten und hoffentlich letzten Weltkrieg das ‹Licht der Welt› von Amerika oder von Rußland kommen werde.» An anderer Stelle schrieb er: «In gewissem Sinne ist die Divergenz eine solche zwischen der alten und der neuen Welt, dem müden, ‹sentimentalen› Europa und dem vital-optimistischen Amerika.» Sowie: «Wir finden eben heute eine ideologische Zäsur zwischen zwei Generationen, wie sie die Weltgeschichte bisher noch nicht kannte!» Die «zwei Generationen» sind im Buchtitel Alte und neue Logik (1942) versinnbildlicht: die «alte Welt» sei der «neuen Welt» unterlegen, was Sutermeister in den genannten Schriften naturwissenschaftlich, «psychologisch» erklären wollte.
In der sozialistischen Monatsschrift Rote Revue veröffentlichte Sutermeister zwischen 1944 und 1945 einen Artikel zu Gunsten des Völkerbunds und einen zu Gunsten des Fabianismus. 1945 widmete er in der Zeitschrift der Freigeistigen Vereinigung der Schweiz Der Freidenker dem Neopositivismus als «kommende Einheitsweltanschauung» einen Artikel. Das Freidenkertum und der Neopositivismus richteten sich mit ihrer Ablehnung von allem Irrationalen gegen die damaligen ideologischen, faschistischen Massenphänomene.

#### Freidenker
Sutermeister pries seine Bücher als «Gewinn für jeden Freidenker» an.
Der Schriftsteller Jakob Bührer stimmte Sutermeisters in seinen Schriften Verstehende oder erklärende Psychologie? (1942) und Alte und neue Logik (1942) verflochtener «geistiger Gegenwartskrise» zu. Bührer würdigte seine Erklärung der «wirtschaftlichen Grundlagen der geistigen Entwicklung» und interpretierte: «Das verpfuschte Instrument Kapital, das zur Bildung der Nation führte, zum Machtinstrument auch des einzelnen, der vielen Bürgern wurde, ist zu einer tödlichen Gefahr für die Art, die Menschheit, geworden, und dieses Entgegenhandeln zum Arttrieb ist die Ursache der seelisch geistigen Not und damit der geistigen Krankheit.» Bührer zeigte sich mit Sutermeister darüber einig, dass «gegen die Zauberer und Vernebler der wirklichen psychologischen Tatsachen zu Felde [gezogen werden müsse]». Für den sozialdemokratischen Wissenschaftsphilosophen Emil J. Walter (1943) war Sutermeisters Buch Nomen atque omen von 1942 der «Einbruch modernsten wissenschaftlichen Denkens in den Bereich stagnierender ‹geisteswissenschaftlicher› Forschung und verdient daher als erster Anzeichen einer Art helvetischer Kulturrebellion oder vielleicht auch einer kulturellen Gesundungskrise unserer helvetischen Intellektuellen alle Beachtung ernsthaft denkender und fortschrittlich gesinnter Menschen».
Der Schweizer Psychoanalytiker Gustav Bally andererseits war (1943–1944) geneigt, über Sutermeisters Buch Nomen atque omen eine «Satire» zu schreiben. Er bezeichnete das Buch als «Dokument privater Schwierigkeiten»; er lehnte es ab, dass Sutermeister die Geisteswissenschaften «als unwissenschaftlich» bezeichnete, da sie nicht auf der «sichtbaren Wirklichkeit» beruhten, und dass Sutermeister «die griechische Philosophie, […] Christus und [das] Christentum [und die] Kunst» verurteilte. Bally entdeckte in Sutermeisters Buch «den historischen Materialismus von Marx in der These von der den Fortschritt zur Zerebration demagogisch hindernden herrschenden Klasse […], der Klasse, die die Massen in der Sklavenperspektivenmoral» zurückhalten wolle und dies vor allem durchführe mit ihren Dienern, den Dichtern, die «eine prälogische Sprache im Dienste der Sklavenperspektivenpropaganda» verwenden und «darum bis heute von der Regierungsschicht protegiert werden […]». Er schloss seine Kritik an Sutermeister mit folgenden Worten ab: «Keiner noch hat die Tabula Rasa dadurch geschaffen, daß er wie der Zappelphilipp sich mit der väterlichen Suppe bekleckerte, statt sie – auszulöffeln.»
Sutermeisters Neue Gesichtspunkte in der Psychologie in derselben Ausgabe der Schweizerischen Zeitschrift für Psychologie und ihre Anwendungen stellte eine Replik auf Ballys Kritik dar. Darin schrieb er, er könne Ballys «affektive Ablehnung [seiner] in Wirklichkeit weder sachlich noch logisch anfechtbaren Gedankengänge» nur unter Berücksichtigung «soziologisch-weltanschaulicher Faktoren» verstehen.
Der Jesuit Mario von Galli (1945) seinerseits war mit Sutermeister einig, dass sich die Welt in einer «geistigen Gegenwartskrise» befand, was angesichts des Zweiten Weltkriegs nicht verwunderlich war. Galli lehnte aber, wie auch der katholische Psychologe Gebhard Frei (1946), Sutermeisters materialistisches Klassendenken, die Idee der «‹Neurotisierung› der intellektuellen Oberschicht», ab. Gemäss Sutermeister litt die Oberschicht aufgrund ihres unnatürlichen, unlogischen Moralbegriffs an einer Neurose, die sie primitiver werden liess. So sei die «‹Weltneurose› und in deren Gefolge die Regression Krieg» entstanden, wie Galli Sutermeisters Ideen zusammenfasste. Zur Überwindung der Gegenwartskrise verlangte Sutermeister «die Angleichung der praktischen Lebensauffassung an die Theorie, an die Logik» und dass alle «religiösen und sozialen Tarnungen […] aufgegeben werden». Damit war Galli nicht einverstanden. Er warf Sutermeister vor, dass er «eine vollkommene Verständnislosigkeit für alle […] Einsichten der ‹verstehenden› Psychologie, der Ganzheitspsychologie, als auch etwa der Tiefenpsychologie eines C. G. Jung [zeigt], die für ihn nur ‹geisteswissenschaftliche Verdunkelungsversuche› sind […]». Sutermeister habe das «zerrissene Menschenbild» mit Ludwig Klages gemein, in dem «immer wieder […] der Geist Kants sichtbar [wird], der mit seiner Zweiteilung der Vernunft in eine ‹reine› und ‹praktische› den tiefen Riss philosophisch legitimierte».
Der deutsche Soziologe Leopold von Wiese widmete 1960 ein Buchkapitel Sutermeisters Psychologie und Weltanschauung. Sutermeisters Begriff der Angstregression fand Eingang in Uwe Henrik Peters’ Lexikon Psychiatrie, Psychotherapie, Medizinische Psychologie (6. Auflage von 2007). Er definierte Angstregression als eine durch «Angst ausgelöste Rückstufung des Verhaltens auf biologisch ältere Entwicklungsstufen; Beispiele sind Totstellreflex (Schreckstarre) oder Bewegungssturm. [Im weiteren Sinne] jede ‹primitive› Verhaltensweise in Angstsituationen.» Als Gegensatz dazu fänden Erholungsregressionen «durch Entlastung des Hirnstammes beim Erleben» grossrhythmischer Impulse wie zum Beispiel beim Jazz statt.

### Mediziner ab 1945

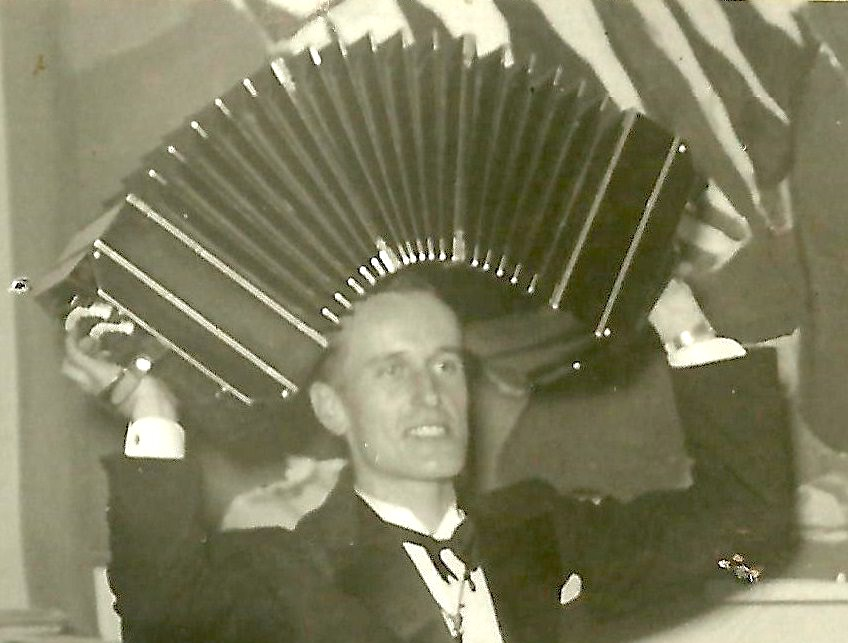
Hans Martin Sutermeister spielt Bandoneon bei einem Fest der Studentenverbindung Zofingia

#### Allgemeinpraktiker und Lektor
In Bern eröffnete Sutermeister 1945 eine allgemeinmedizinische Praxis. Im selben Jahr trat er der Berner Sektion der Partei der Arbeit bei, der er bis mindestens 1949 angehörte.
Von 1946 bis 1947 arbeitete er während 15 Monaten als Lagerarzt der United Nations Relief and Rehabilitation Administration (UNRRA) und der Internationalen Flüchtlingsorganisation in Deutschland, Polen und der Tschechoslowakei. Als Medical Officer der UNRRA hatte er 1946/47 im Raume München-Pasing, Murnau und Mittenwald den Schwarzhandel mit Penicillin und Insulin zu bekämpfen. Über seine Erfahrungen als Flüchtlingsarzt bei der UNRRA verfasste er zwei Romanseiten, die 1949 unter dem Titel Fahrt durch Europas Ruinen im Berner Tagblatt erschienen.
An der Universität Bern wirkte er in den folgenden Jahren als Lektor für Psychophysiologie. Er war Mitglied der Psychologischen Gesellschaft Bern; bis 1952 verfasste er «ca. 50 Arbeiten über Psychophysiologie u[nd] medizin[ische] Psychologie», wie er 1952 in seinem eigenen Eintrag im Schweizer Biographischen Archiv schrieb. Er veröffentlichte Schriften zum Psychogeniebegriff. An der Volkshochschule Bern gab er drei Kurse: November/Dezember 1953 den Kurs «Medizin und Aberglaube», der «ein[en] Ueberblick über die Entwicklung der Heilkunde von der Magie zur modernen Medizin» zum Inhalt hatte; November/Dezember 1954 den Kurs «Einführung in die Grundbegriffe der Psychologie» und November/Dezember 1955 einen zweiten, speziellen Teil desselben Kurses. Den Inhalt der letzteren beiden Kurse gab er 1976 in seinem Buch Grundbegriffe der Psychologie heraus, wobei der Stoff auf 500 Seiten anwuchs.

#### Lehrberechtigungsversuche
Um eine Lehrberechtigung in Medizingeschichte oder Medizinischer Psychologie zu erhalten, reichte Sutermeister Anfang der 1950er Jahre bei der medizinischen Fakultät der Universität Bern nacheinander drei Habilitationsschriften ein:
- Über die Wandlungen in der Auffassung des Krankheitsgeschehens (1947),
- Psychosomatik des Lachens und Weinens (1952) und
- Schiller als Arzt: Ein Beitrag zur Geschichte der psychosomatischen Forschung (1954).[30][3]

1953 nahm Sutermeister mit der Arbeit Zur Geschichte des Psychogeniebegriffs über Schiller an der 12. Sektion für Geschichte der Medizin und der Naturwissenschaften unter der Leitung des Medizinhistorikers Henry E. Sigerist teil. Sigerist (1953) nannte Sutermeisters Schrift Schiller als Arzt in einem Brief an Erich Hintzsche «eine sehr hübsche Arbeit […] die auch für Literarhistoriker interessant ist». Eine Habilitation kam aber nicht zustande.
1957 heiratete er in Gsteig bei Gstaad eine Berlinerin, mit der er in den folgenden Jahren drei Töchter hatte. Trauzeugen waren der marxistische Psychologe Franz Keller und dessen Gattin. Mit Keller, der politisch links von Sutermeister stand, pflegte er jahrzehntelang eine – zunehmend gespannte – Freundschaft.
1959 veröffentlichte Sutermeister mit der Absicht, einen «Beitrag zum Genieproblem» zu leisten, einen Überblick über verschiedene Krankheitsdiagnosen des Komponisten Robert Schumann. Er bezog sich unter anderem auf eine Schumann-Biografie seines Bruders Peter Sutermeister. In diesen Jahren widmete er auch der Musiktherapie verschiedene Schriften, in denen er die Musiktherapie als «Methode der klinisch orientierten Psychotherapie» erachtete.
Ein Höhepunkt in Sutermeisters Biografie war in jenen Jahren ein Fernsehauftritt. Seine Publikation Das Föhnproblem im Rahmen der modernen Meteoropathologie von 1960 war ausschlaggebend dafür, dass ihn Carl Zibung in einer zweiteiligen Sendung des Schweizer Fernsehens mit Étienne Grandjean und Johann Häfelin zum Thema Der Föhn – Landplage oder Sündenbock debattieren und von Peter Wyss interviewen liess. Den Rahmen der Sendung bot der Streit zwischen Grandjean und Sutermeister darüber, ob die Föhnkrankheit existiere oder nicht; Sutermeister vertrat anhand seiner Erfahrung als praktischer Arzt mit seinen Patienten den Standpunkt, dass die Krankheit existiere, wohingegen Grandjean mit Statistiken beweisen wollte, dass sie nicht existiere.

### Fehlurteilsjäger 1960er Jahre
Ende der 1950er Jahre begann Sutermeister sich für Personen einzusetzen, die in der Schweiz durch umstrittene Rechtsurteile zu Haftstrafen verurteilt worden waren. Als Mitarbeiter des Büros gegen Amts- und Verbandswillkür des Landesrings der Unabhängigen (LdU) arbeitete er an den Revisionen der Verurteilungen von Pierre Jaccoud, Maria Popescu, Walter Gross und Robert Willi mit. Sein Interesse für Kriminalistik begründete er als Mediziner 1976 wie folgt: «Die medizinische Diagnostik […] hat eine ausserordentlich grosse Ähnlichkeit mit der Kriminalistik, und […] die Kriminalpsychologie ist ohne die medizinische Psychologie […] nicht zu denken.» Als Mediziner erachtete er es als seine Pflicht, sich in die Rechtsprechung einzumischen: «Der ‹Einbruch der Medizin in die Rechtswissenschaft› ist […] nicht nur darum berechtigt, weil diese allzu lange in einer rein geisteswissenschaftlichen Begriffswelt stagnierte, sondern weil sich heute auch die reinen Indizienprozesse häufen, bei denen der Mediziner […] meist das entscheidende Wort mitzureden hat.»

#### Affäre Jaccoud
Der Genfer Anwalt Pierre Jaccoud wurde im Februar 1960 in Genf wegen Totschlags am Landmaschinenhändler Charles Zumbach verurteilt. Als Tatmotiv galt Eifersucht gegenüber Zumbachs Sohn, der Jaccouds Geliebte ausgespannt habe; Jaccoud habe in der Tatnacht aus Versehen den Vater anstelle des Sohnes getötet. Die Zweifel an der Rechtmässigkeit von Jaccouds Verurteilung wurden nie ganz ausgeräumt; noch 2001 widmete  der Journalist Hanspeter Born diesen Zweifeln einen Artikel im Magazin. Darin schrieb er, wie Sutermeister 1960 öffentlich Partei für Jaccoud bezog und sich um eine Revision des Urteils bemühte. Sutermeister vermutete, dass Jaccouds Verurteilung auf falschen Expertisen beruhte und dass Zumbach aus politischen Gründen ermordet wurde. Er vertrat gemäss Born die Theorie, dass die Firma, welche Vater Zumbach mit Landwirtschaftsmaschinen belieferte, auch illegal Waffen an die algerische Befreiungsbewegung (FLN) lieferte. Die FLN-feindliche Organisation de l’armée secrète habe Zumbach durch einen Agenten töten lassen. Somit sei Zumbach einer politischen Abrechnung zum Opfer gefallen, und Jaccoud habe als Sündenbock herhalten müssen. Sutermeister betrieb persönliche Nachforschungen, um seine Theorie zu stützen.
Sein Verdacht des Justizirrtums schlug im Frühjahr 1960, als sich die Schweizer Tagespresse intensiv mit der Affäre Jaccoud beschäftigte, ein paar Wellen. Born (2001) schrieb, dass der «ebenso eifrige wie eifernde Berner Arzt […] seine Thesen in Briefen, Artikeln und Streitschriften [verbreitete], die ihm seitens des Genfer Labordirektors Hegg Ehrverletzungsklagen eintrugen». Einige Schweizer Tageszeitungen und die Bunte sowie die Zeitschriften Sie und Er und Der Spiegel griffen Sutermeisters Agitation auf, allen voran die Zürcher Woche in einer Artikelserie von Walter Blickenstorfer. Gemäss Jürgen Thorwald (1966) trat Sutermeister an die Spitze einer Kampagne, welche die Affäre Jaccoud «zu einem ‹neuen Fall Dreyfus›» erklären wollte.
Zusammen mit Roger Le Breton und Wolfgang Maresch focht er die Blutspurenexpertisen an, die zum bestehenden Urteil gegen Jaccoud geführt hatten. Er reiste dazu nach London und im Oktober 1960 an den gerichtsmedizinischen Kongress in Graz, nach Paris und Wien, um renommierte Gerichtsmediziner zu befragen. Briefe, Anfragen und Ersuchen um Meinungsäusserungen fanden durch Sutermeister «ihren Weg zu Gerichtsmedizinern und Serologen in Europa und Amerika», wie Thorwald (1966) schrieb; sie gelangten zu Alexander Solomon Wiener in New York ebenso wie zu Robin Coombs in Cambridge.
Sutermeisters Wirken im Fall Jaccoud war zweischneidig. Gemäss Thorwald (1966) hat Sutermeister mit unsachlichen Angriffen gegen Expertisen von Erik Undritz und Albert Alder «ernst zu nehmende Gerichtsmediziner und Serologen von der Beteiligung an einer Überprüfung der angewandten Methoden zur Blutspurenuntersuchung» abgeschreckt. Andererseits habe sein Eifer dazu beigetragen, Mittel zu sammeln, um die Leitung der Revisionsbemühungen in die Hände der «seriösen» Anwälte Horace Mastronardi und Roland Steiner zu legen. Doch diese Revisionsbemühungen blieben schliesslich erfolglos: Jaccoud sass seine Strafe im Gefängnis ab, und 1980 wurde die Revision seines Urteils letztinstanzlich abgewiesen (was Sutermeister nicht mehr erlebte, da er 1977 starb). 1976 widmete Sutermeister medizinisch-psychologischen Aspekten des Falles Jaccoud, dem «Glanz und Elend von Expertisen», ein Kapitel in Summa Iniuria: Ein Pitaval der Justizirrtümer.

#### Weitere «Justizirrtümer»
1964 liess Sutermeister für sich und seine Familie ein Chalet im waadtländischen Les Mosses bauen, das ihm bis zu seinem Lebensende als Rückzugsort für sein Schaffen und Erholungsort für seine Familie diente. 1966 bot er dort der justizflüchtigen Leitfigur der deutschen Antipsychiatriebewegung Günter Weigand Asyl an, ein Fall, den er 1976 in seinem Werk Summa Iniuria beschrieb.
Über die Fälle, die Sutermeister als Mitarbeiter des Büros gegen Amts- und Verbandswillkür behandelte, schrieb er ein paar Fachartikel. Mit Gustaf Adolf Neumann, dem Besitzer einer Wiener Boulevardzeitung, wollte Sutermeister eine «Stiftung zur Aufdeckung von Justizirrtümern in der Schweiz, in der Bundesrepublik Deutschland und Österreich» mit dem Namen Letzte Instanz gründen, wie das Berner Tagblatt 1969 schrieb. Sitz der Gesellschaft hätte gemäss Berner Tagblatt das Fürstentum Liechtenstein werden sollen; er wollte «gemeinsam in allen drei Staaten» arbeiten, mit dem Ziel, «möglichst viele Justizirrtümer der letzten Zeit» aufzuklären. Das Tagblatt schrieb, er habe auch eine Druckmaschine kaufen wollen, «um Flugblätter und Schriften anfertigen zu können». «Ich bin dazu gezwungen, denn ich hätte Dinge zu veröffentlichen, vor deren Publikation sich die Verleger fürchten», zitierte ihn das Tagblatt. «Der Apparat soll auch der neugegründeten Gefangenengewerkschaft zur Verfügung stehen, deren Vorstandsmitglied» Sutermeister war. «Bestimmend für die Absicht, Eigen-Verleger zu werden, war nach seiner Darstellung der Umstand, dass er sein Manuskript 500 Justizirrtümer nirgends an den Mann bringen konnte. Es handelt[e] sich dabei um eine Sammlung von Gerichtsfällen aus der ganzen Welt», die er 1976 unter dem Titel Summa Iniuria: Ein Pitaval der Justizirrtümer im Eigenverlag veröffentlichte.

### Politiker 1966–1971

#### Berner Grossrat
Im Mai 1966 wurde Sutermeister als Mitglied des LdU in den Grossen Rat des Kantons Bern (Wahlkreis Bern-Stadt) gewählt. 1970 gelang ihm «mit den Stimmen der wachsenden bernischen Links-Gruppen» die Wiederwahl, wie im Nonkonformismus Archiv von Fredi Lerch zu lesen ist. Bis zu seinem Austritt Ende 1971 gehörte Sutermeister sechs grossrätlichen Kommissionen an; er interessierte sich im Grossen Rat besonders für Schul-, Besoldungs- und Steuerfragen. Für den LdU war er auch Nationalratskandidat.

#### Wahl in den Berner Gemeinderat
«Wählt Landesring, Dr. med. Hans-Martin Sutermeister in den Gemeinderat». Plakat, 1967

Link zum Bild

Im Dezember 1967 wurde Sutermeister für den LdU in die Stadtberner Exekutive gewählt und löste Paul Dübi als Schuldirektor der Stadt Bern ab. Seine Wahl war unerwartet, da er, in den Worten seines Sekretärs Urs Marc Eberhard (1977), als «politischer Aussenseiter» galt. Mit Sutermeisters Einzug in den Berner Gemeinderat wurde der LdU drittstärkste Kraft der Stadt Bern und war zum ersten Mal in seiner Geschichte in diesem Rat vertreten. Seine Wahl sei «auf Kosten der gemeinsamen freisinnig-bürgerlichen Liste» geschehen, wie in der LdU-Zeitung Die Tat gleich nach der Wahl zu lesen war. «Die Abwahl von Gemeinderat Dübi Ende 1967 nach 16 Jahren Amtszeit wirbelte in den bürgerlichen Parteien recht viel Staub auf. Eine Motion verlangt[e] für die Zukunft Majorzwahlen, um derartige Abwahlen zu verhindern», schrieb 1997 die Berner SP-Stadträtin Liselotte Lüscher in ihrer Dissertation über die Geschichte der Berner Schulreform.
Sutermeister galt in den ersten Jahren seines Amtes als progressiv, weltoffen und politisch eher links. Seine grössten politischen Gegner waren die Freisinnigen; ihr Ziel war es, den an den LdU verlorenen Gemeinderatssitz zurückzuerobern. So schrieb die Redaktion der nonkonformistischen Schweizer Studentenzeitschrift Focus: das zeitkritische Magazin 1970, dass bei Sutermeisters unvorhergesehener Wahl als Schuldirektor «für eine ganze Schicht von verkalkten Parteistrategen die Welt unter[ging]»; denn Sutermeister «findet manchmal, dass es anderswo Schulen gibt – in die ganz ein wenig in die Schule zu gehen, nicht eigentlich zum Schaden von gewissen Schulmeistern unseres Landes gereichen könnte». Zu seinen Wählern gehörten unter anderem Kriegsdienstgegner. Er richtete Vorschulen ein und setzte sich im Rat für die Unabhängigkeit des Juras, für eine aufgeklärte Jugend, für das Frauenstimmrecht in der Schweiz und für eine mildere Strafjustiz ein. Im Zusammenhang mit der administrativen Versorgung nannte er die Schweiz einen «Unrechtsstaat». 1968 gründete er zusammen mit Klaus Schädelin und anderen die Schweizerische Gefangenengewerkschaft (Syndicat suisse des détenus), welche die Interessen von Strafgefangenen verteidigen wollte; einige Zeit lang war er deren Vorstandsmitglied. Er nahm an Debatten im «nonkonformistischen» Diskussionskeller Junkere 37 teil und vertrat im «Burgdorfer Literaturskandal» um das Werk Gilgamesch von Guido Bachmann sowie in Kontroversen um Martin Schwanders «Gruppe 67» die Interessen der progressiven Schülerschaft. Sutermeister galt unter Linken als Nonkonformist. Er war Präsident der Berner Sektion der Europa-Union und brachte bildungsreformerische Ideen aus dem Ostblock ein.
Eine erste Niederlage erlitt Sutermeister 1969, als sein Schulverwaltungsbericht durch den Berner Stadtrat abgelehnt wurde. Es war das erste Mal, dass der Stadtrat den Verwaltungsbericht eines Gemeinderates ablehnte, wie die Tagespresse auch ausserhalb des Kantons Bern berichtete. Grund der Ablehnung war, dass Sutermeister Fragen, die ihm Stadträte stellten, im Bericht nur oberflächlich oder ungenau beantwortet habe. Doch seine Partei stand hinter ihm, und es zirkulierte die Idee, dass der Bericht nicht aus sachlichen, sondern aus politischen Gründen abgelehnt wurde. Die Ablehnung hatte keine Konsequenzen; Sutermeister musste den Bericht nicht ändern. Er erhielt zudem Schützenhilfe eines «Kulturpolitischen Podiums», das in der Stadt Bern Flugblätter mit der Überschrift «Das andere Bern – Warum man Dr. Sutermeister fertigmachen will» verteilte. «Die Ablehnung des Schulverwaltungsberichtes der Stadt Bern im Stadtrat bezeichne[te]n die Flugblattverfasser als ‹politisches Manöver der Mehrheitsparteien gegen Sutermeister›.»

#### Gesamtschule
Zu Sutermeisters unkonventionellem Stil gehörte, dass er ein Verfechter der Gesamtschule war. Die Gesamtschule sollte als «demokratischere» Alternative bisherige Schweizer Schulmodelle ersetzen und «jedes Kind individuell nach seinen besonderen Fähigkeiten» fördern, wie sein Parteikollege und Unterstützer Luzius Theiler 1970 schrieb. Schulbesuche in Kopenhagen, Moskau, Stockholm und Israel inspirierten ihn zu seinem Projekt einer «stadtbernischen Bildungspolitik mit dem Ziel einer inneren und äusseren Schulreform», wie der Titel seines umfangreichen Berichts besagt, den er 1971 dem Gemeinderat vorlegte, der dort jedoch kaum diskutiert wurde. Der gewerkschaftsnahe Journalist Viktor Moser schrieb im August 1971, dass der Bericht «zahlreiche Unklarheiten und Widersprüche» aufwies. Gemäss Liselotte Lüscher (1997) war Sutermeister «ein beredter Theoretiker der Gesamtschule», der «vor den Realitäten» – besonders vor dem Widerstand der Freisinnigen und der BGB – aber kapitulierte.

#### das kleine rote schülerbuch

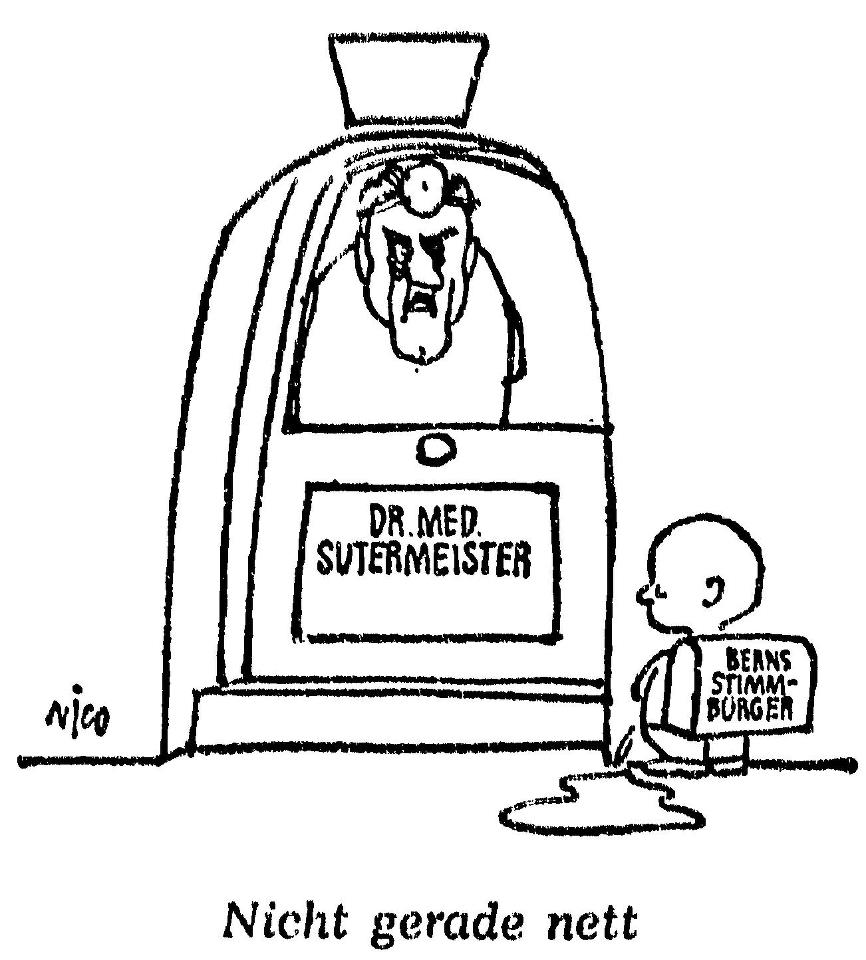
Karikatur zur Abwahl Sutermeisters von Nico im Tages-Anzeiger, Dezember 1971

Obwohl Sutermeister innerhalb des LdU als progressives Parteimitglied angesehen wurde, erregte er inner- und ausserhalb seiner Partei einiges Aufsehen, als er im Juni 1970 das kleine rote schülerbuch, ein bildungskritisches Manifest, das aus der 68er-Bewegung heraus entstanden war, angriff. Aus seiner Sicht war es «in seiner Grundtendenz trotz noch vertretbarer antiautoritärer Ideen geschmacklos», wie in der Schweizer Illustrierten zu lesen war. Er konnte die schweizerische Bundesanwaltschaft davon überzeugen, dass das kleine rote Schülerbuch jugendgefährdend war, worauf die Bundesanwaltschaft und die kantonale Schuldirektion den Verkauf des Büchleins kurze Zeit später einstellen liessen und die Einfuhr in die Schweiz verboten wurde. Seine Aktion gegen das kleine rote schülerbuch verschaffte dem Büchlein landesweit grosse Publizität. Sämtliche Zeitungen berichteten darüber; unter dem Titel «Ein Hauch von Berner Rouge» lasen im Nebelspalter Leser in den Augen eines (von Franco Barberis gezeichneten) Mädchens in Minirock: «Häsch s rot Büechli nonig gläse?», «Hesch dä gseh? Do isch der Sutermeischter grad e Swinger dergäge!», «Grüezi wohl, Herr Sutermeister!» und «Aber, aber, Herr Sutermeister!».
Ein weiterer «Skandal» wurde durch Vorwürfe Sutermeisters gegen die Schulkommission der Berner Sekundarschule Laubegg ausgelöst. Auch geriet der innere Zusammenhalt im LdU immer mehr ins Wanken.
Während des zweiten Halbjahres 1970 kommentierte der Journalist und Komiker Heinz Däpp Sutermeisters sinkende Popularität in verschiedenen Artikeln in der Basler National-Zeitung: «Die zwei Seelen in Sutermeisters Brust» (24. Juni); «Sutermeister und die Folgen: Wie sollen linke Berner wählen?» (6. August); «Sutermeister kann’s nicht lassen: wieder eine Schmährede gegen das ‹kleine rote Schülerbuch›, die bösen Journalisten und das weiche Bundesgericht» (22. September).
1971 veröffentlichte Sutermeister in der sozialdemokratischen Zeitschrift Rote Revue einen Artikel über «sozialpsychologische und sozialpolitische Ursachen und Wirkungen» der «Porno- und Haschischwelle». Dem Chefredaktor des Profils Richard Lienhard (1971) war Sutermeisters von ausserhalb der Sozialdemokratie kommende Provokation willkommen. Er schrieb: «Warum […] Kritik an einem Beitrag von Gemeinderat Dr. Sutermeister, dessen Versuch, die soziologischen Hintergründe der Porno- und Haschischwelle aufzudecken, dazu beitragen sollte, die längst fällige Stellungnahme aus sozialistischer Sicht zu provozieren? Provokation ist gerade in unserer etwas speckig gewordenen Gesellschaft ein probates Mittel, um Leute aus dem Schlaf zu rütteln, und in Bewegung zu versetzen.» Franz Keller rezipierte den Artikel negativer, mit Hinblick auf Sutermeisters zunehmend konservative Position zu Themen der Sexualität und des Drogenkonsums.

#### Abwahl aus dem Gemeinderat
Gemäss Liselotte Lüscher (1997) wurde «Schuldirektor Sutermeister […] während seiner ganzen Amtszeit vor allem von bürgerlicher Seite scharf beobachtet und musste immer wieder Kritik abwehren». Seine Reformideen scheiterten, wie Journalist Hans Kaufmann (1977) schrieb, «vorab an der schier ungeheuren Fülle seiner Interessen und Begabungen». So kam es, dass Sutermeister im Dezember 1971 («trotz» des neu eingeführten Frauenstimmrechts, wie er selbst schrieb) den Wahlkampf um seinen Gemeinderatssitz gegen den FDP-Kandidaten Arist Rollier verlor. Aus Sutermeisters Sicht «verlor der Landesring der Unabhängigen […] Sitze, da die nahende Rezession die Klassenkampffronten erneut verstärkte und Mittelparteien auflöste».
Die Angriffe, die in verschiedenen Zeitungen gegen ihn erhoben wurden, bewogen ihn, auch sein Grossratsmandat niederzulegen (Paul Günter übernahm seinen Sitz) und keine Praxis mehr in Bern zu eröffnen. «Obschon sich zahlreiche Politiker für eine Entschädigung ausgesprochen hatten, verweigerte die Berner Exekutive Dr. Sutermeister eine Abfindungssumme», wie 1977 Heinz W. Müller in seinem Tagblatt-Nachruf schrieb. Die Jahre, in denen er «hauptamtlich der Öffentlichkeit diente, waren vermutlich die unglücklichsten in seinem Leben», stand in seinem Nachruf im Bund.
«Die Nichtwiederwahl 1971 ließ Dr. Sutermeister in Eile sein Büro gründlich räumen. Verlassen von Mitstreitern, politischen Freunden und Gegnern, enttäuscht von Mitarbeitern und Hilfesuchenden, denen er hatte helfen wollen, kehrte er zurück in seinen Arztberuf. Wo andern ausgeschiedenen Gemeinderatsmitgliedern Pension und von Freunden zugedachte Arbeitsgebiete warten, begann Dr. Sutermeister als 64-Jähriger den Kampf um die Existenz», schrieb sein ehemaliger Sekretär Urs Marc Eberhard 1977.

#### Rezeption
Zu Sutermeisters Zeit als Politiker finden sich zahlreiche Artikel im Berner Bund und im Tagblatt. Während der freisinnige Bund unter Peter Schindler ihn ins Visier nahm, war das Tagblatt ihm wohlgesinnter. Tagblatt-Journalist Karl Vögeli schrieb 1971: «Trotz der nur kurzen Amtszeit bleiben zwei Ereignisse der städtischen Schulpolitik mit seinem Namen verbunden: er setzte die durchgehende Einführung der sogenannten Koedukation (Knaben und Mädchen in der gleichen Klasse) durch. Ein zweites Ziel hat er in seinem letzten Amtsjahr erreicht. Mit knappem Mehr beschloss der Stadtrat eine allgemeine Schulreform mit dem Ziel, die Gesamtschule einzuführen. Die Planung und die praktische Durchführung dieser Reform wird seinem Nachfolger überlassen sein – Dr. Sutermeister bleibt jetzt, nach seinem Wegzug nach Basel, die Genugtuung, dass es ihm geglückt ist, mit dem Grundsatzentscheid den Stein ins Rollen zu bringen.» Gemäss Berner-Tagblatt-Journalist Heinz W. Müller (1977) verunsicherte Sutermeisters als «gefühlsbetont» und «sprunghaft» wahrgenommene Führung der Berner Schuldirektion «Verwaltung und Lehrerschaft. Mit seiner von Gedankenblitzen geprägten Politik stiess [er] vielerorts auf Unverständnis»; doch «sein grösstes Anliegen, […] die Einrichtung eines Gesamtschulversuchs», habe er «durchboxen» können: ein Experiment, das ein Jahrzehnt später noch immer gelaufen sei.
Liselotte Lüscher (1997) widmet der Schuldirektion Sutermeister ein Kapitel ihrer Dissertation über die Geschichte der Schulreform in der Stadt Bern. Für Lüscher gilt die Ära Sutermeister, trotz oder dank ihrer Kontroversen, als Zeit des «Aufbruchs» im Bildungsbereich für Bern; danach folgte ein «langsame[r], zähe[r] Aufbruch in den siebziger Jahren» und eine Reformdynamik in den 1980er Jahren.
Mit Verweis auf Sutermeisters frühe Novelle Zwischen zwei Welten schrieb der ehemalige LdU-Parteipräsident Anton Schaller (2012): Sutermeister «findet die Balance zwischen den zwei Welten, wird Landesring-Politiker, fühlt sich darin wohl, zwischen den Parteien von links und rechts».

### Basel 1972–1977

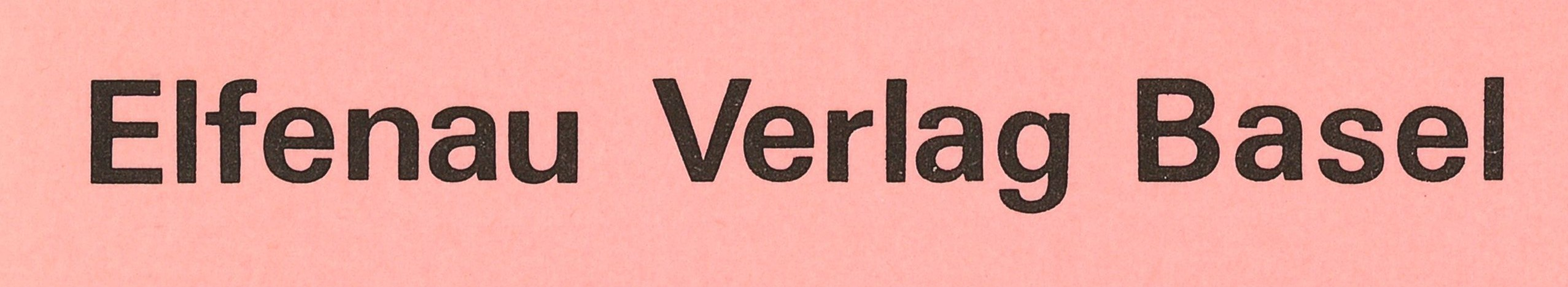
In seinem „Elfenau Verlag“ veröffentlichte Sutermeister 1976 Summa Iniuria und Grundbegriffe der Psychologie von heute.

Nach seiner Abwahl aus dem Gemeinderat und seinem Austritt aus dem Grossrat 1972 zog Sutermeister von Bern nach Basel an die Grienstrasse, wo er eine neue allgemeinmedizinische Privatpraxis eröffnete. Neben seiner Praxis, die er mit seiner Familie führte, beteiligte er sich «weiterhin engagiert an der Diskussion öffentlicher Fragen», wobei seine Leserbriefe manchmal zu «lebhaften publizistischen Auseinandersetzung[en]» führten, wie Gustaf Adolf Wanner 1977 in der Basler Zeitung schrieb. So forderte Sutermeister in einem Leserbrief im Spiegel die Rettungsfolter im Entführungsfall Richard Oetker und bezog in einem anderen Leserbrief Stellung gegen einen «modischen Singsang gegen die bösen Multis» (der Pharmaindustrie).
Zum Nestlé-Milchpulverskandal in Afrika schrieb Sutermeister 1975 in einem Brief an die Redaktion des Fernsehmagazins Monitor: «Wenn nun heute die ‹befreiten› analphabetischen Niggerregierungen mit Nestlémilch Unfug treiben, ohne zunächst einmal sauberes Trinkwasser zu besorgen, ist das nicht die Schuld der ‹multinationalen Konzerne›.» Nestlé verwendete diesen Brief vor Gericht gegen die Arbeitsgruppe Dritte Welt Bern; deshalb zitieren Otto-Peter Obermeier (1999) und Norbert Baumgärtner (2006) den Satz als Beispiel missratener Risikokommunikation. Traude Bührmann (1978) bezeichnete Sutermeister wegen dieses Satzes als «Rassist». Diesen Nestlé-Fall betreffend warf Peter Krieg (1976) Sutermeister implizit vor, dass er «den Mechanismen unserer Weltwirtschaft gegenübersteh[t] wie ein Kleinkind einem Flugzeug gegenübersteht».
Neben den zahlreichen Leserbriefen stellte Sutermeister in den letzten Lebensjahren noch die Werke Grundbegriffe der Psychologie von heute und Summa Iniuria: Ein Pitaval der Justizirrtümer fertig, welche er 1976 im Eigenverlag («Elfenau Verlag») veröffentlichte. Zu der von ihm beabsichtigten Neuauflage des Werks Von Tanz, Musik und andern schönen Dingen (von 1944) in demselben Verlag kam es nicht mehr, da er am 4. Mai 1977 unerwartet an Herzversagen starb. Da er als Berner Gemeinderat eine gewisse Bekanntheit erlangt hatte, erschienen in Tageszeitungen Nachrufe, die sich auf seine Zeit als Gemeinderat bezogen.
Sutermeisters Nachlass befindet sich in der Burgerbibliothek Bern; er umfasst persönliche Dokumente, Korrespondenz und Handexemplare.

## Schriften

### Literarisches

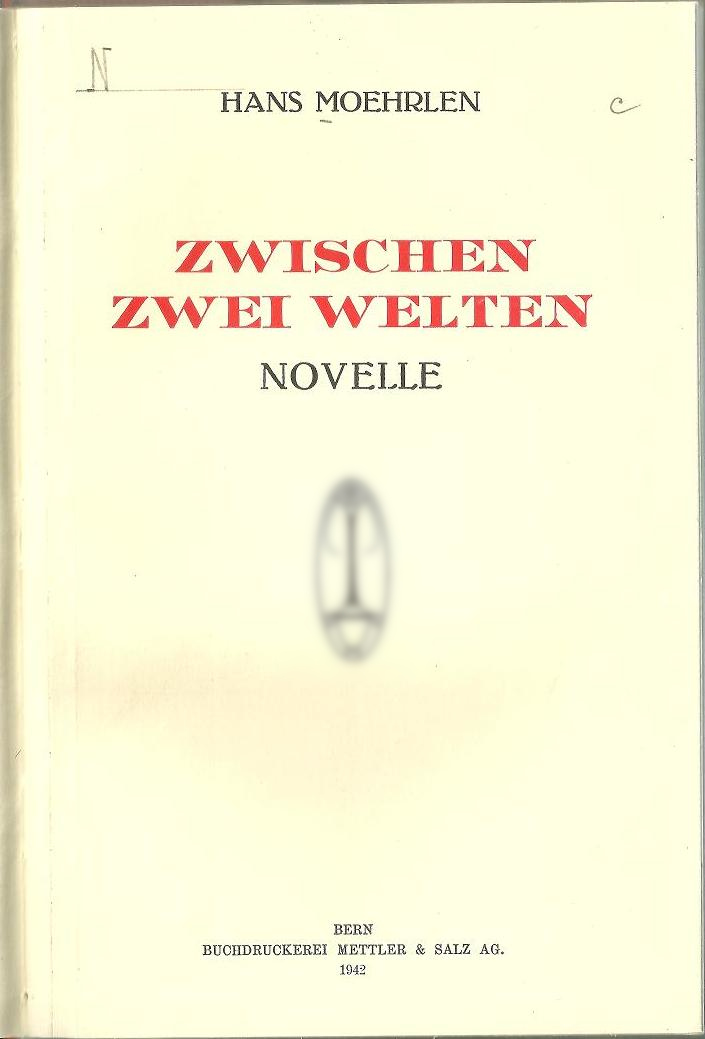
Zwischen zwei Welten (1942)

- Zwischen zwei Welten: Novelle. Mettler & Salz, Bern 1942.
- Fahrt durch Europas Ruinen: Erlebnisse eines Berner Flüchtlingsarztes, Dr. med. Hans Sutermeister. Romanseiten der Sonntagsbeilagen des Berner Tagblatts vom 15. Mai 1949, S. 12, und 22. Mai 1949, S. 7. Nachdruck mit Fotos im Almanach deutschsprachiger Schriftstellerärzte 2016.[45]
- Masse und Musik. In: Du: kulturelle Monatsschrift. Band 12, 1952, S. 61, 62 und 64 (Volltext [abgerufen am 26. Dezember 2014]). Nachdruck im Almanach deutschsprachiger Schriftstellerärzte 2015.[3]
- Hans Martin Sutermeister: Medizynischer Liebeskummer. In: Schweizerische Ärztezeitung. Band 96, Nr. 33, 12. August 2015, S. 1163, doi:10.4414/saez.2015.03761.

### Fachprosa (Auswahl)
- Nomen atque omen. W. Friedli, Bern 1942 (Volltext [abgerufen am 9. April 2025]).
- Psychologie und Weltanschauung. Hans Huber, Bern 1944 (Volltext [abgerufen am 28. Dezember 2014]).
- Von Tanz, Musik und andern schönen Dingen. Hans Huber, Bern 1944 (Volltext [abgerufen am 28. Dezember 2014]).
- Musiktherapie. In: Universitas: Zeitschrift für Wissenschaft, Kunst und Literatur. Band 6, Nr. 3, 1951, S. 307–318.
- Schiller als Arzt (= Berner Beiträge zur Geschichte der Medizin und der Naturwissenschaften. Band 13). 1955.
- Ist Moskau eine Reise wert? Neue Schul-Modelle in Ost und West. In: Focus: das zeitkritische Magazin. Nr. 7, 1970, S. 35–36.
- Rückblick auf die Entwicklung des Lehrerinnenstandes in der Stadt Bern. In: Schweizerische Lehrerinnen-Zeitung. Band 73, Nr. 1–2, 1969, S. 18 und 20, doi:10.5169/seals-317412.
- Die kommende interkantonale Schulkoordination und ihre Probleme. In: Profil. Sozialdemokratische Zeitschrift für Politik, Wirtschaft und Kultur. Band 49, Nr. 4, 1970, S. 110–113, doi:10.5169/seals-338235.
- Möglichkeiten einer inneren und äusseren Schulreform im Sinne der Gesamtschule in der Stadt Bern. Schuldirektion, Bern 1971 (Volltext [abgerufen am 28. Dezember 2014]).
- Summa Iniuria: Ein Pitaval der Justizirrtümer. Elfenau Verlag, Basel 1976 (Volltext [abgerufen am 26. Dezember 2014]).
- Grundbegriffe der Psychologie von heute. Elfenau Verlag, Basel 1976 (Volltext [abgerufen am 26. Dezember 2014]).

### Komposition
- Hans Möhrlen (Pseudonym): Kleiner Walzer, 1949. Arrangement für Klavier und Geige und für Soloklavier

### Nachschlagewerk
- Sutermeister, Hans-Martin. In: Willy Keller (Hrsg.): Schweizer Biographisches Archiv. Band 1. EPI Verlag Internationaler Publikationen, Zürich/Lugano/Vaduz 1952, S. 123–124.

### Schriftsteller
- Carl Heinrich: Hans Moehrlen: «Zwischen zwei Welten», Novelle, Mettler & Salz AG., Bern. Buchbesprechung. In: Die Gefährten: Monatsschrift für Erkenntnis und Tat. Band 9–17, 1947, S. 69.
- Anton Schaller: Zwischen zwei Welten: Erinnerung an den Landesring oder was eine kleine Novelle bewirken kann. Kolumne auf Seniorweb.ch. Nr. 182, 29. April 2012 (online (Memento vom 30. Dezember 2013 im Internet Archive) [abgerufen am 26. Dezember 2014]).
- Fredi Lerch: Frühes Zeugnis von Schweizer Nonkonformismus. In: Revista Espaço Acadêmico. Band 12, Nr. 134, Juli 2012, ISSN 1519-6186, S. 181–183 (periodicos.uem.br [abgerufen am 26. Dezember 2014]).
- Kurzbiografie. In: Almanach deutschsprachiger Schriftstellerärzte. Band 37. W. E. Weinmann, Filderstadt 2014, ISBN 978-3-921262-65-8, S. 548–558.

### Populärwissenschaftler (Auswahl)
- Jakob Bührer: Die geistige Katastrophe. Offener Brief an Herrn Dr. Hans Suttermeister. In: Rote Revue. Sozialistische Monatsschrift. Band 22, Nr. 11, 1. Juli 1943, S. 397–399, doi:10.5169/seals-334656.
- Emil J. Walter: Kulturelle Gesundungskrise? In: Rote Revue. Sozialistische Monatsschrift. Band 22, Nr. 9, Mai 1943, S. 305–308, doi:10.5169/seals-334642.
- Mario von Galli: Neue Psychologie auf der Suche nach den Ursachen der geistigen Gegenwartskrise: Zu den Thesen Hans Sutermeisters. In: Apologetische Blätter. Band 9, Nr. 9. Zürich 15. Mai 1945, S. 81–83 (orientierung.ch [abgerufen am 26. Dezember 2014]).
- Gebhard Frei: Psychologie, Parapsychologie und Weltanschauung. In: Schweizer Rundschau. Band 46, Nr. 7/8, Oktober/November, 1946, S. 585–593.
- Leopold von Wiese: Ethik in der Schauweise der Wissenschaften vom Menschen und von der Gesellschaft. 2. Auflage. Francke Verlag, Bern 1960, IX, letzter Teil des Kapitels «Haupttypen der Ethik», S. 102–109.

### Fehlurteilsjäger (Auswahl)
- Affaire Jaccoud: beaucoup de bruit pour rien. Un médecin bernois à la rescousse. In: Voix Ouvrière. Nr. 166, 19. Juli 1960.
- E. L.: Schweizer Arzt und Krankenschwester in den Fußstapfen Sherlock Holmes. In: Sie und Er. Nr. 31, 28. Juli 1960, S. 26–27.
- Jaccoud. Ein gewisses Lächeln. In: Der Spiegel. Nr. 45, 1960, S. 71–73 (online).
- Gerhard Mauz: Schuldig, weil wir keinen anderen haben. Spiegel-Reporter Gerhard Mauz über die Fehlurteilsjäger Hans Martin Sutermeister und Gustav Adolf Neumann. In: Der Spiegel. Nr. 18, 1965, S. 116, 118 (online).
- Jürgen Thorwald: Blutiges Geheimnis. In: Die Stunde der Detektive: Werden und Welten der Kriminalistik. Band 1. Knaur, München / Zürich 1969, S. 257–258.
- Schuldirektor Dr. H. M. Sutermeister als Kämpfer gegen Justizirrtümer auf internationaler Basis. In: Berner Tagblatt. Band 82, Nr. 182 (Morgenausgabe), 7. Juli 1969, S. 3.
- Karl Peters: Sutermeister, Hans M.: Summa Iniuria. Ein Pitaval der Justizirrtümer. Basel 1976. In: Zeitschrift für die gesamte Strafrechtswissenschaft. Band 88, Nr. 1, 1976, S. 993–995.
- Hanspeter Born: Mörder gesucht. In: Das Magazin. 29. September 2001, S. 16–32.

### Politiker (Auswahl)
- «Satirische Linse» mit Fotomontage. Berner Tagwacht. 27./28. September 1969, S. 6.
- Die Diskussion wäre vernünftiger gewesen: Berns Schuldirektor verschafft umstrittenem Buch aus Dänemark Publizität. (Frühjahr), 1970.
- Schuldirektor zensiert Radio Bern. In: National-Zeitung. Nr. 280 (Abendblatt), 23. Juni 1970, S. 3.
- Heinz Däpp: Die zwei Seelen in Sutermeisters Brust. In: National-Zeitung. Nr. 282, 24. Juni 1970, S. 6.
- Sergius Golowin: Die Schule der Angst. In: Focus: das zeitkritische Magazin. 10 (Sondernummer: Juli/August), 1970, S. 44.
- Herr Sutermeister und die Landesring-Ideale. In: Der Landbote. Nr. 161, 15. Juli 1970, S. 6.
- Heinz Däpp: Sutermeister und die Folgen: Wie sollen linke Berner wählen? In: National-Zeitung. Nr. 356, 6. August 1970, S. 3.
- Hans Mühlethaler: die kleine rote schülerbuch-affäre. In: Focus: das zeitkritische Magazin. Nr. 11, 1970, S. 26–28.
- Viktor Moser: Schulreform unter der Lupe: Der städtische Schuldirektor Dr. H. M. Sutermeister veröffentlichte einen grundsätzlichen Bericht zum Thema «Gesamtschule». Er ist gekennzeichnet durch zahlreiche Unklarheiten und Widersprüche. In: Berner Tagwacht. Nr. 377, 20. August 1971, S. 3.
- Entscheid ohne Wenn und Aber: Schuldirektor Dr. Sutermeister deutlich geschlagen – Arist Rollier an der Spitze des Gemeinsamen Vorschlages gewählt. In: Der Bund. Nr. 292, 14. Dezember 1971, S. 33.
- Eduard Nacht: Sutermeister wurde nicht mehr gewählt. Mit einer Karikatur von Nico. In: Tages-Anzeiger. Nr. 292, 14. Dezember 1971, S. 5.
- Karl Vögeli: Mit dem Dank der Oeffentlichkeit in den verdienten Ruhestand: Letzter Amtstag von Gemeinderat Dr. Hans Martin Sutermeister. In: Berner Tagblatt. 29. Dezember 1971, S. 11 (Bericht mit Kurzbiografie und Foto).
- Liselotte Lüscher: Geschichte der Schulreform in der Stadt Bern von 1968 bis 1988: Eine Analyse des Vorgehens und der Widerstände. Peter Lang, Bern 1997. Kapitel
  - 2.4.1 Legislaturperiode 1968 bis 1971 (Schuldirektor H. M. Sutermeister, LdU). S. 41–46.
  - 3.2.1 Das ‹Reglement› von Konrad Schütz und der weitere Verlauf bis zur Abwahl von Schuldirektor Sutermeister. S. 66–75.
- Fredi Lerch: Muellers Weg ins Paradies: Nonkonformismus im Bern der sechziger Jahre. Rotpunktverlag, Zürich 2001, ISBN 3-85869-218-2, S. 677–678 (fredi-lerch.ch [abgerufen am 26. Dezember 2014]).

### Nachrufe
- Gustaf Adolf Wanner: H. M. Sutermeister gestorben. In: Basler Zeitung. Nr. 94, 7. Mai 1977, S. 31.
- Hans Kaufmann: H. M. Sutermeister ist gestorben. Mit Foto. In: Der Bund. Nr. 107. Bern 9. Mai 1977, S. 9.
- Heinz W. Müller: Dr. Hans Martin Sutermeister gestorben: Engagierter Arzt und Politiker. Mit Foto. In: Berner Tagblatt. 9. Mai 1977, S. 6.
- † Dr. Sutermeister. In: Berner Nachrichten. 9. Mai 1977, S. 11.
- Urs Marc Eberhard: In Basel gestorben: alt Schuldirektor Dr. med. H. M. Sutermeister. In: Berner Jugend – Berner Schule: Zeitschrift für die Eltern, herausgegeben von Lehrerschaft und Schuldirektion der Stadt Bern. Nr. 2. Schulamt der Stadt Bern, Bern Juni 1977, S. 11.

## Filmdokumente
- Carl Zibung: Der Föhn – Landplage oder Sündenbock (aufbereitet von Hans Richner). Zweiteilige Reportage über Entstehung und Wirkung des Föhn. Mit Peter Wyss (Reporter), Johann Häfelin, Hans Martin Sutermeister, Étienne Grandjean sowie Fridolin Tschudi, Walter Mörikofer, Jean Lugeon, Wolf Weihe und Rolf Knie senior. Schweizer Fernsehen, 22. und 29. Mai 1964.
- Hans Peter Stalder: Kontroverse um kleines rotes Schülerbuch. Mit Manfred Wettler und Hans Mühlethaler. Fernsehsendung Antenne, 1. Juli 1970. (Memobase, Digitalisat von Schweizer Radio und Fernsehen)
- Die sogenannte Pornographie und die Zensur. Dokumentation von Paul Schorno mit szenischen Lesungen und Podiumsdiskussion mit Hans Martin Sutermeister, Kurt Marti (Pfarrer), August E. Hohler (Redaktor der National-Zeitung), Werner Kunz (Staatsanwalt), Paul Neidhart (Redaktor des Basler Schulblattes) und Günter Stratenwerth (Gesprächsleiter). Produktionsleitung: Erich Holliger. Vom Schweizer Fernsehen am 26. Oktober 1970 in der Komödie Basel aufgezeichnet.[118]
- «Exposition de presse» mit Bundesanwalt Hans Walder und Table ouverte über «die Erotikwelle, ihre Gefahren und Lösungen» mit Jean Dumur (Gesprächsleiter), Louis Allet (Staatsanwalt), Pierre-André Gloor (Sexologe), Jean Benoît (Assistent des Bundesanwalts), Hans Martin Sutermeister und Schriftsteller Walter Weideli. Télévision Suisse Romande, 29. November 1970, 11:45 Uhr.[119]

## Weblinks

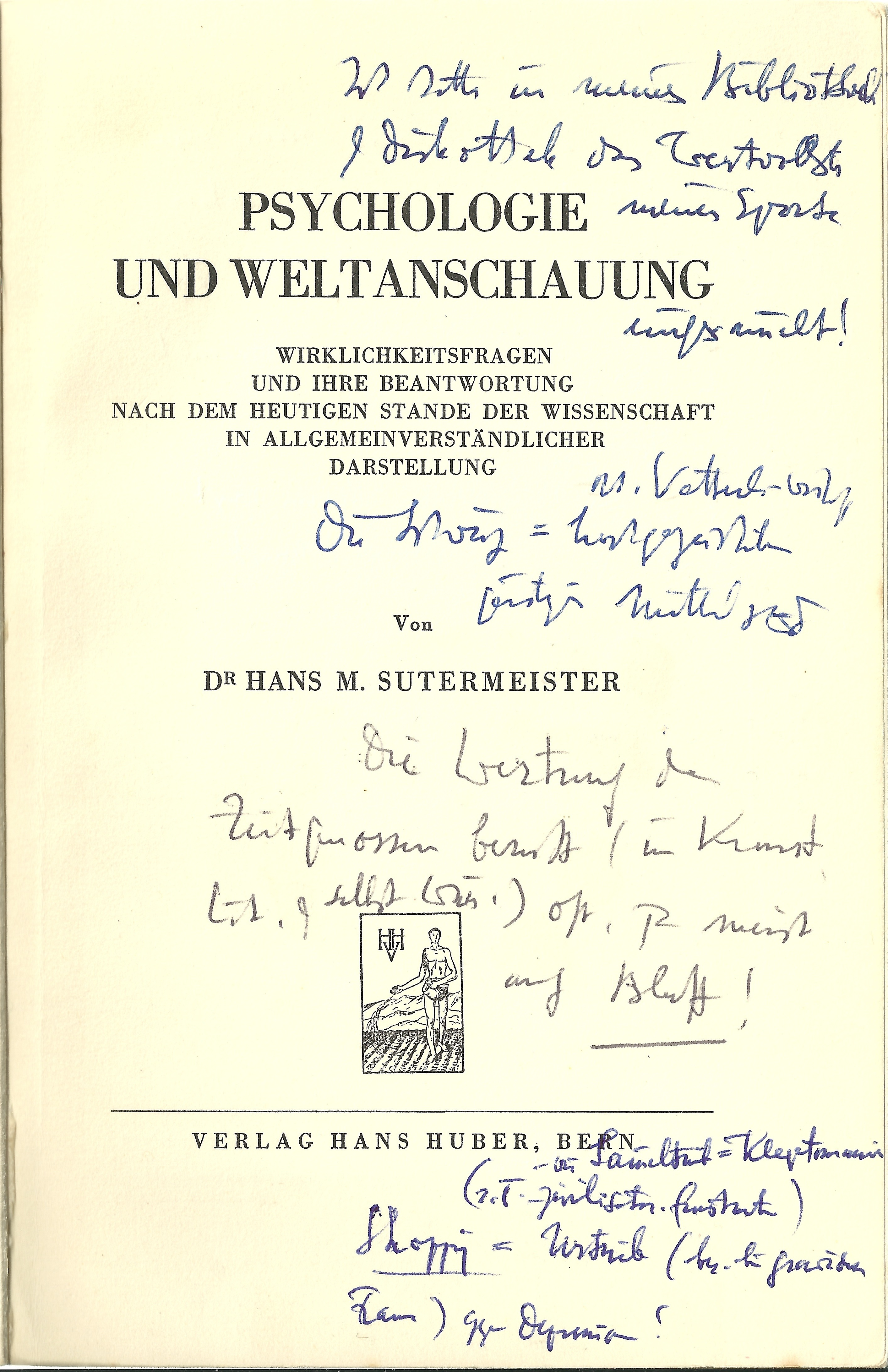
Handexemplar von Psychologie und Weltanschauung (1944) in der Burgerbibliothek Bern

### Kataloge
- Literatur von und über Hans Martin Sutermeister im Katalog der Deutschen Nationalbibliothek
- Hans Martin Sutermeister bei IMDb
- Noten und Audiodateien von Hans Martin Sutermeister im International Music Score Library Project
- Nachlass Hans Martin Sutermeister im Katalog der Burgerbibliothek Bern

### Kurzbiografien
- Hans Martin Sutermeister. In: Lexikon der Berner Schriftstellerinnen und Schriftsteller, Universität Bern. Abgeändert gedruckt im Almanach deutschsprachiger Schriftstellerärzte 2015[3]
- Kurzbiografie im Nonkonformismus-Archiv Fredi Lerch, Schweizerisches Literaturarchiv, 2011.

### Abbildungen
- Wahlplakat für die Berner Gemeinderatswahlen von 1967 in der Schweizer Plakatsammlung.
- Wahlplakat für die Berner Gemeinderatswahlen von 1971 in der Schweizer Plakatsammlung.
- Ausflug auf dem Wohlensee. Abbildung Nr. 114 mit Hans Martin Sutermeister in: Anna Bähler, Robert Barth, Susanna Bühler, Emil Erne, Christian Lüthi: Bern – die Geschichte der Stadt im 19. und 20. Jahrhundert. Stämpfli, Bern 2003, ISBN 3-7272-1271-3, S. 153 (arrocho.ch [PDF; 2,8 MB; abgerufen am 26. Dezember 2014]).